# Comité International de Dachau
Das Comité International de Dachau (CID) ist die Organisation der ehemaligen Häftlinge des Konzentrationslagers Dachau bei München.

## Gründung im Jahr 1945
Am Sonntag, dem 29. April 1945 kam es zur Befreiung des Lagers Dachau. In Zusammenarbeit mit der amerikanischen Leitung nahm ein Internationales Häftlingskomitee am selben Tag die Tätigkeit im Lager auf. Es war zusammengesetzt aus folgenden Personen:
- Für Belgien: Arthur Haulot, zum Vizepräsidenten gewählt
- Für Deutschland: Oskar Müller
- Für Griechenland: Jokarinis
- Für Großbritannien: Patrick O’Leary (i. e. Albert Guérisse), zum Präsidenten gewählt
- Für Frankreich: Edmond Michelet
- Für Holland: Willem Boellaard
- Für Italien: Giovanni Melodia
- Für Jugoslawien: Oskar Juranic, für Disziplinarangelegenheiten beauftragt
- Für Luxemburg: Jim Gonnor
- Für Norwegen: Rasmus Becker
- Für Österreich: Alfons Kothbauer (auch: Kotbauer)
- Für Polen: Josef Kokoszka
- Für die Sowjetunion: Nikolai Michailow, zum Vizepräsidenten gewählt
- Für Spanien: Vincenz Parra
- Für die Tschechoslowakei: František Bláha, für gesundheitliche Fragen beauftragt
- Für Ungarn: Georg Pallavicini
- Für die Balkan-Volksgruppen: Ali Kuci
- Zum Sekretär wurde Leon Malszewski gewählt.

Die Exekutivbefugnis blieb beim Lagerältesten Oskar Müller sowie beim Lagerschreiber Jan Domalaga. Für Ernährungsfragen beauftragte man Jan Marcinkowski.
Die Tätigkeiten erstreckten sich über die Weiterführung des organisatorischen Betriebes, die Abschaffung der Überfüllung der Wohnblöcke, die teilweise Verlegung der Häftlinge an andere Orte bis zur Herstellung hygienischer Verhältnisse. Die Versorgung mit Nahrungsmitteln und Medikamenten war durch die Amerikaner sichergestellt. Die schwierigste Aufgabe war die Bewältigung der hohen Sterblichkeit und die Eindämmung von Krankheiten. Häftlingsärzte und Personal aus den US-Truppen impften alle Insassen gegen Typhus und isolierten einen Teil der Wohnblöcke und sorgten für bessere hygienische Verhältnisse.

## Wiedergründung mit internationaler Vernetzung
Viele der früheren Häftlinge hatten sich seit der ersten Gründung 1945 regelmäßig getroffen und sich unter anderem für die Einrichtung einer dauerhaften Gedenkstätte eingesetzt. Auf dem Lagergelände selbst war nach 1948 jahrzehntelang ein Barackenlager für Flüchtlinge und Vertriebene eingerichtet gewesen, von denen einige Bewohner, insbesondere Sozialdemokraten aus dem Sudetenland, bereits im KZ Dachau eingesperrt gewesen waren.
Wiedergründungen erfolgten 1950 und 1955 auch mit internationaler Vernetzung. So trafen sich z. B. viele ehemalige Dachauer Häftlinge im April 1954 bei der Eröffnung eines Museums in Buchenwald. 1955 fand ein Kongress der Fédération Internationale des Résistants in Dachau statt.
1965 wurde die KZ-Gedenkstätte Dachau eröffnet. Ruth Jakusch wurde die erste Leiterin der KZ-Gedenkstätte. Sie hatte seit 1963 hauptamtlich für das CID gearbeitet. Zusammen mit einer Arbeitsgruppe aus ehemaligen Häftlingen und Fachberatern stellte sie die Ausstellung der Gedenkstätte nach den Konzeptionen des CID zusammen.
Pieter Dietz de Loos, der Sohn eines Häftlings des KZ Dachau, war von 2005 bis 2015 Präsident des CID. 2007 forderte er, Eintrittsgelder für den Besuch der Gedenkstätte einzuführen. Mit diesem Tabubruch löste er eine notwendige Debatte über die mangelnde Finanzierung der Gedenkstätten aus, seine Forderung stieß jedoch auf breite Ablehnung.
Die KZ-Gedenkstätte Dachau wird von der Stiftung Bayerische Gedenkstätten getragen. Das CID ist in deren Stiftungsrat vertreten.

## Dachauer Hefte
Im Auftrag des Comité International de Dachau erschienen von 1985 bis 2009 die Dachauer Hefte mit dem Untertitel Studien und Dokumente zur Geschichte der nationalsozialistischen Konzentrationslager (ISSN 0257-9472).
Der Inhalt der Hefte bezieht sich auf alle Konzentrationslager, nicht nur auf das KZ in Dachau.
- Heft 1, 1985: Die Befreiung
- Heft 2, 1986: Sklavenarbeit im KZ
- Heft 3, 1987: Frauen – Verfolgung und Widerstand
- Heft 4, 1988: Medizin im NS-Staat
- Heft 5, 1989: Die vergessenen Lager
- Heft 6, 1990: Erinnern oder Verschweigen
- Heft 7, 1991: Solidarität und Widerstand
- Heft 8, 1992: Überleben und Spätfolgen
- Heft 9, 1993: Die Verfolgung von Kindern und Jugendlichen
- Heft 10, 1994: Täter und Opfer
- Heft 11, 1995: Orte der Erinnerung 1945–1995.
- Heft 12, 1996: Konzentrationslager – Lebenswelt und Umfeld
- Heft 13, 1997: Gericht und Gerechtigkeit
- Heft 14, 1998: Verfolgung als Gruppenschicksal
- Heft 15, 1999: KZ-Außenlager – Geschichte und Erinnerung
- Heft 16, 2000: Zwangsarbeit
- Heft 17, 2001: Öffentlichkeit und KZ – Was wusste die Bevölkerung
- Heft 18, 2002: Terror und Kunst
- Heft 19, 2003: Zwischen Befreiung und Verdrängung
- Heft 20, 2004: Das Ende der Konzentrationslager
- Heft 21, 2005: Häftlingsgesellschaft
- Heft 22, 2006: Realität – Metapher – Symbol
- Heft 23, 2007: Nationalitäten im KZ
- Heft 24, 2008: KZ und Nachwelt
- Heft 25, 2009: Zukunft der Erinnerung